# Peto Ondro
Peto Ondro, Petondro, Peto-ondro, is een dorp in Suriname. Het ligt aan de Ricanaukreek, per auto op ongeveer een kwartier ten oosten van Moengo in het district Marowijne.
In het dorp staat een school, de Da Ketischool, en ligt sinds begin jaren 2010 een voetbalveld.

## Economie
In 1970 werd hier een plan voor tuinbouw, visserij en eendenteelt gestart, dat werd ontworpen door Cyriel Karg. In die tijd woonden rond de vijfhonderd mensen in het dorp. Ook rond 2020 bevinden zich hier nog steeds landbouwgebieden.
Anderzijds zijn door bauxietmijnen (1915-2015) kostgronden verloren gegaan. Medio jaren 2020 nam Stichting voor Bosbeheer en Bostoezicht (SBB) van het ministerie van LVV in het gebied het initiatief voor een herbeplantingsproject, met trainingen voor dorpelingen in het planten en verzorgen van bomen.

## Traditioneel gezag
Het dorp wordt bewoond door Aukaners en kent een traditioneel bestuur van een kapitein met basja's.
Op 13 oktober 2017 was Peto Ondro het gastdorp van een internationale marronconferentie die werd georganiseerd door het Marron Vrouwen Netwerk en de gaan fiscali (granman-vicaris), Da Baaja. Tijdens de conferentie tekenden marrons uit Suriname, Trinidad en Tobago en Jamaica een declaratie waarin zij afspraken om samen op te trekken tijdens internationale conferenties. Onder de aanwezigen bevond zich granman Gloria Simms uit Jamaica.